# Bandera de Hong Kong
La bandera de Hong Kong és la bandera de la regió administrativa especial de Hong Kong, a de la República Popular de la Xina. La compon una flor de Bauhinia × blakeana blanca, estilitzada, de cinc pètals al centre d'un camp vermell. El color vermell, en aquesta cas, és el mateix que el de la República Popular de la Xina.
La bandera va ser adoptada el 16 de febrer de 1990, rebent l'aprovació formal del comitè preparatori el 10 d'agost de 1996. Va ser içada per primera vegada oficialment l'1 de juliol de 1997, en una cerimònia històrica que marcava la transferència de la sobirania de Hong Kong del Regne Unit a la Xina. L'ús exacte de la bandera regional es regula amb les lleis aprovades per la 58a reunió executiva del consell de l'estat sostingut a Pequín.
La bandera colonial anterior va ser utilitzada des del 27 de juliol de 1959, al 30 de juny de 1997 sota el domini britànic. Era la Insígnia blava del Regne Unit darrere de l'escut de Hong Kong, en un disc blanc centrat en la meitat externa de la bandera. El disseny de 1876 incloïa una insígnia colonial, amb una escena local en comptes de l'escut de Hong Kong.

## Disseny

### Simbolisme

Símbol del consell urbà des de la seva concepció en la dècada de 1960 fins a la seva abolició el 1999.

El disseny de la bandera té diversos significats, culturals, polítics i regionals. El color en si és significatiu: el vermell és sempre un color festiu per a la gent a la Xina, i és recordat que l'Exèrcit d'Alliberament del Poble es deia anteriorment Exèrcit Vermell de la Xina. Així, el color comporta un sentit de celebració i nacionalisme. Més enllà, el vermell és idèntic a l'usat per la bandera de la República Popular de la Xina, que implica la relació propera que es va establir entre el Hong Kong post-colonial i la seva mare pàtria. La juxtaposició del vermell i el blanc simbolitza el principi polític: "Un país dos sistemes" que s'aplica en la regió amb l'estilització de la Bauhinia blakeana armonitzant aquesta dicotomia.
L'orquídia ha estat usada com símbol nacional de l'ara extint Consell Urbà des de 1965. Es pot observar que els elements de disseny es van incorporar a la bandera de Hong Kong.

### Construcció
Quan es manufactura la bandera, la part anterior i posterior són exactament iguals. El govern de Hong Kong ha especificat les grandàries, colors i paràmetres perquè la seva manufactura pugui ser completada.
El fons de la bandera rectangular és vermell. La proporció del seu llarg contra el seu ample és 1:5. En el seu centre es troba una flor estilitzada de color blanc de cinc pètals, anomenada bauhinia. El cercle en el qual es troba la flor és d'un diàmetre de 0.6 parts de l'altura de la bandera. Els pètals es reparteixen uniformement al voltant del punt central de la bandera, i es mostren cap a fora en una adreça en sentit de les agulles del rellotge. Cada pètal té una estrella vermella de 5 becs amb una línia vermella, suggerint l'estambre de la flor. La línia vermella fa veure a cada pètal com si estigués dividit per la meitat. La corda usada per a pujar la bandera a la seva asta és blanca.

Pla de construcció per a la bandera regional. Un prerequisit per a la manufactura de banderes fos de la grandària estàndard estipula que les proporcions originals s'han de mantenir.

## Banderes històriques

Bandera de Hong Kong (1876-1955)
Bandera de Hong Kong (1955-1959)
Bandera de Hong Kong (1959-1997)
Bandera de Hong Kong (1959-1997) [insígnia vermella no autoritzada]
Bandera del governador de Hong Kong (1959-1997)